# Оравський етнографічний парк

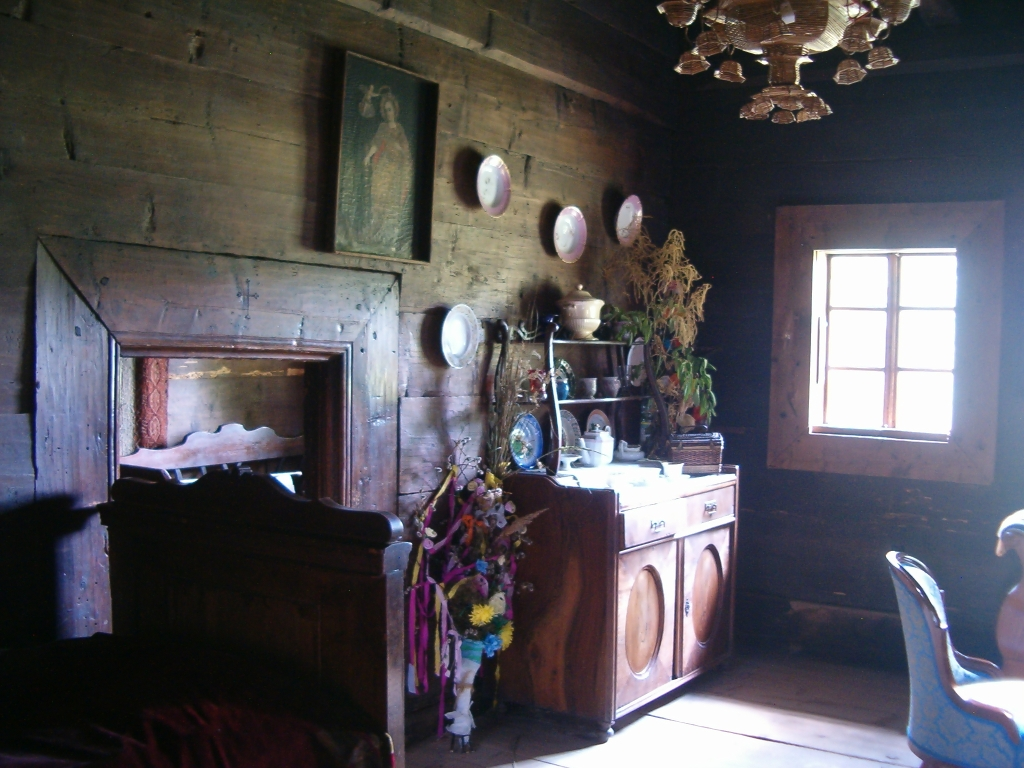
Внутрішній інтер'єр садиби Моняків

Оравський етнографічний парк (пол. Orawski Park Etnograficzny) — музей просто неба, розташований в селі Зубжиця-Ґурна Новоторзького повіту Малопольского воєводства, Польща. Зареєстрований в Державному реєстрі музеїв Польщі. В музеї представлені зразки дерев'яного зодчества, предмети матеріального, культурного та релігійного життя пастухів-волохів, котрі прийшли на землі сучасного польського регіону Орава з південного гапрямку (зокрема, з території Східних Карпат) і поляків, котрі прибули з Малопольщі. Музей входить до переліку об'єктів туристичного маршруту «Шлях дерев'яної архітектури» Малопольского воєводства.

## Історія
Починаючи з 1937 року, етнографічний музей поступово створювався на базі місцевого сільського музею і був відкритий в 1955 році. Першим директором музею була етнолог польського походження зі Львова Ванда Марія Йостова.

## Експозиція
На території музею знаходяться різні архітектурні будівлі, що представляють традиційні зразки дерев'яного зодчества місцевих жителів:
- Лямус — двоповерхова будівля XVIII століття, оточена відкритою верандою;
- Чорна корчма — будівля XVIII століття;
- Хата Алоїза Дзюбко з Яблонки — селянське житло першої половини XIX століття;
- Пасіка з характерними для Орави вуликами;
- Садиба Моняків — дім солтиса XVII століття;
- Селянський двір з кошарою, приміщенням з виробництва масла і хлівом;
- Хата Пась-Філіпка — характерне для Орави селянське житло XIX століття;
- Хата Дзюрчака — житло кінця XIX століття;
- Фолюш — майстерня для виготовлення сукна;
- Тартак — лісопильня;
- Кузня
- Хата бідняка Мождженя — характерне для бідного селянства житло кінця XIX століття.